# Blanca của Navarra, Vương hậu Pháp
Blanca xứ Évreux (tiếng Pháp: Blanche d'Évreux; sinh khoảng năm 1331 – 5 tháng mười năm 1398), là vương tằng tôn nữ nước Pháp và Infanta của Navarra với tư cách là thành viên của Gia tộc Évreux (một nhánh thứ của Vương tộc Capet) và là vương hậu Pháp với tư cách là vợ của Philippe VI từ ngày 29 tháng 1 đến ngày 22 tháng 8 năm 1350.
Blanca ban đầu được hứa hôn với Jean, Công tước xứ Normandie, người con trai của Philippe VI và là người thừa kế ngai vàng của Pháp, cũng là con trai người vợ đầu tiên của Philippe vừa qua đời vì Cái Chết Đen, nhưng cuối cùng lại kết hôn với cha Jean, Philippe VI. Chỉ vài tháng sau đám cưới của họ, vị vua Pháp già yếu băng hà vì bệnh tật và Blanca nhanh chóng trở thành một góa phụ.
Sau khi sinh hạ một cô con gái vào năm 1351, Blanca từ chối tái hôn với Vua Pedro I của Castilla và lui về sống ở những vùng đất rộng lớn do nhà vua, người chồng quá cố của bà ban tặng. Mặc dù góa bụa, bà lại đóng một vai trò thiết yếu vào năm 1354 bằng cách cố gắng hòa giải anh trai của mình là Vua Carlos II của Navarra với Vua Jean II của Pháp. Năm 1389, bà tổ chức lễ đăng quang của Isabeau xứ Bavaria, vợ của Vua Charles VI của Pháp, là cháu nội của chồng mình.

## Cuộc sống
Có tài liệu cho rằng Blanca sinh khoảng năm 1331, Blanca là con thứ tư (nhưng là người thứ 3 còn trưởng thành) và là con gái thứ ba của Philippe III của Navarra và Nữ vương Juana II của Navarra; bởi cả hai bên nội ngoại và tổ tiên của bà đều thuộc về Vương tộc Capet: ông bà nội của bà là Louis, Bá tước xứ Évreux (lần lượt là con trai út của Philippe III của Pháp) và Marguerite xứ Artois, và ông bà ngoại của bà là Vua Louis X của Pháp (cũng là Vua của Navarra với tên gọi Luis I) và người vợ đầu tiên Marguerite xứ Bourgogne.
Giống như các anh chị em của mình, Blanca đã được lên kế hoạch từ rất sớm trong các chính sách liên minh hôn nhân do cha mẹ bà thực hiện. Do đó, bà đã đính hôn vào ngày 19 tháng 8 năm 1335 với Andrew, con trai duy nhất và là người thừa kế của Dauphin Humbert II của Viennois, nhưng kế hoạch đã không thể hoàn thành sau cái chết yểu của chồng sắp cưới của bà hai tháng sau đó. Sau đó, vào ngày 15 tháng 3 năm 1340, một hợp đồng hôn nhân mới được ký kết giữa Blanca và Louis xứ Male, con trai duy nhất và là người thừa kế của Louis I xứ Flandre, với một khoản tiền hồi môn cung cấp 50.000 livres cho Bộ binh vương quốc Navarra. Tuy nhiên, một lần nữa, dự án đã lại không thể thực hiện khi vào ngày 6 tháng 6 năm 1347, Louis xứ Male đã kết hôn với Marguerite, con gái của Jean III xứ Brabant. Cuối cùng, vào ngày 1 tháng 7 năm 1345, trong khi vẫn đang chính thức đính hôn với người thừa kế của Flanders, một hợp đồng hôn nhân giữa Blanca và Pedro, con trai và là người thừa kế của vua Alfonso XI của Castila đã được ký kết, Tuy nhiên, gần như ngay lập tức bị triều đình Castila bỏ qua để ủng hộ cuộc hôn nhân của Pedro với Joan, con gái của vua Edward III của Anh.